# Du plaisir et des bombes
Albums de Keith Kouna
Les Années monsieur
(2008)
Du plaisir et des bombes est le deuxième album solo de l'auteur-compositeur-interprète québécois Keith Kouna. Cet album est paru en novembre 2012 sous le label L-A be.

## Titres
| 1.    | Tic tac          | 2:52 |
| 2.    | Pas de panique   | 3:47 |
| 3.    | Comme un macaque | 4:01 |
| 4.    | Anna             | 5:22 |
| 5.    | Bastican         | 3:31 |
| 6.    | Le Sexe          | 3:16 |
| 7.    | Napalm           | 5:05 |
| 8.    | Entre les vagues | 3:37 |
| 9.    | La fille         | 3:36 |
| 10.   | Les pouliches    | 4:13 |
| 11.   | Paradis          | 7:16 |
| 46:36 |                  |      |